# Historias que nos reúnen
Historias que nos reúnen (HqnR) fue un programa familiar de conversación chileno, producido y transmitido por Mega. Fue estrenado el 10 de mayo de 2014 y era conducido por Catalina Edwards, el programa se emitía los sábados y domingos de 17:30 a 19:30 horas.

## Formato
El programa constaba de entrevistas y reportajes tipo documental, que invitan al espectador a recordar y formar parte de este Chile que hemos ido construyendo. Además, incorpora documentales extranjeros, nuevos episodios de cultura e identidad y antiguos programas familiares que emitió el programa. El programa se divide en secciones.

## Reportajes
Reportajes es un bloque dedicado a revisar lo mejor de los reportajes de Ahora Noticias.

## Programas
- Bicitantes y Crónicas de un Bicitante (ex Pasaporte Salvaje): Conducido por el periodista, viajero, aventurero y ciclista Luis Andaur acompañado por el fotógrafo y comunicador audiovisual Christopher "Chaz" Thomson, exvocalista de la banda de rock Fahrenheit.

- Viajemos Juntos: Vuelta a la Manzana Es un bloque que se adentrará a "el alma" de los barrios de Chile, su herencia patrimonial, sus vecinos, sus olores, sus colores, sus historias, sus nuevos vecinos, sus rutas gastronómicas.

- Historia Universal: Fue Un Bloque De Series y documentales históricos de alto valor como “Apocalipsis”, "Guerras Mundiales" y "Supervivencia en la Tribu".

- Personas y Personajes: Fue un bloque en la que se presentan relatos de chilenos que dan cuenta de la sociedad en que vivimos, a través de programas emblemáticos de Mega como Cara & Sello, La Liga y Aquí en Vivo.

- Opción de Vida: Fue un bloque que mostraba casos de reconstrucciones médicas y emergencias a través de programas como Cirugía de Cuerpo y Alma (antiguo programa del canal).

- A Orillas del Río: Fue un bloque dedicado a un entorno donde sus habitantes viven y se desarrollan gracias a estas imponentes fuentes de vida. Presentado por Alipio Vera.

- Cultura Chilena: Fue un bloque dedicado a nuestra idiosincrasia que recopila capítulos del clásico Tierra Adentro, que lleva 21 años al aire, y estrenará su nueva temporada.

## Equipo del programa
- Conductora: Catalina Edwards: la periodista y conductora de Ahora noticias es la encargada de presentar todos los fines de semana este nuevo espacio de Mega donde seremos testigos de grandes documentales internacionales de calidad única. Catalina nos llevará a recordar emblemáticos programas de nuestro canal, con reportajes interesantes.

- Conductores de Programas:

- Karen Bejarano: conduce Vuelta a la Manzana.
- Maritxu Sangroniz: conduce Vuelta a la Manzana.
- Koke Santa Ana: conduce "Selección nacional, las picadas del chef".

- Panelistas Anteriores:
  - Carlos Pinto, Periodista y conductor de televisión. Conocido por ser el rostro de emblemáticos programas como Mea Culpa o El día menos pensado, Carlos Pinto se integra a Historias que Nos Reúnen como panelista del programa y comentará junto a Catalina Edwards cada una de los relatos e historias que presenciemos.
  - Paul Landon, Periodista, Director y conductor de Tierra adentro. En nuestro programa estará a cargo de presentar su emblemático programa, con capítulos estreno y comentarios en el estudio de sus experiencias a lo largo de la realización de cada episodio.
  - Cristian Contreras Radovic, doctor en Filosofía de la Ciencia, Periodista, Escritor y Conferencista.
- Alipio Vera, el periodista se integró a Historias que Nos Reúnen  junto a Catalina Edwards.

## Equipo Realizador
- Director Área No Ficción y Cultura: Jaime Sepúlveda
- Editora Periodística: Pía Hucke
- Director TV y Postproducción: Gonzalo Monardez
- Producción General: Tomás Macan
- Producción: Mauricio Aliaga-Díaz / Karla Ramírez / Enzo Marcotti
- Periodista: Pilar Lascar
- Director de Fotografía: Christian Matus
- Directora de Arte: Estefanía Larraín
- Montaje: Ronald Creixell
- Investigación: Cristhian Torres
- Cámara: Edgar Carrasco
- Jefe Iluminación: Claudio Fuenzalida
- Energía: Roberto Gatica
- Sonido: Raimundo Correa / Joseph Villanelo
- Gráficas: Área Posproducción MEGA
- Maquillaje: Elizabeth García / Angélica Tamayo
- Peluquería: Bernardita Del Campo
- Vestuario: Jeniffer Acuña / Zafira Gutiérrez
- Utilería: Ramón Loaiza / Carlos Rosales / Jorge Vásquez
- Tramoya: Eduardo San Martín / José Luis Basualto / Eduardo García / Gonzalo Palma